# Chim cánh cụt Snares
Chim cánh cụt Snares (danh pháp hai phần: Eudyptes robustus) là một loài chim trong họ Spheniscidae, chúng còn được gọi là Chim cánh cụt mào Snares và Chim cánh cụt quần đảo Snares. Đây là giống loài trên quần đảo Snares, một nhóm các đảo nằm ngoài khơi bờ biển phía Nam của Đảo Nam, New Zealand. Đây là một loài chim cánh cụt nhỏ, mào vàng, cao từ 50–70 cm (20–28 in) và trọng lượng khoảng 2,5–4 kg (5,5-8,8 lbs). Nó có phần lưng màu xanh-đen và phần trước từ cổ xuống màu trắng. Lông mày của chúng có màu vàng-sọc sáng kéo dài trên mắt để tạo thành một mào rủ rậm rạp.
Chim cánh cụt Snares phân bố chính nằm trên phía Bắc Đảo Đông, thuộc địa khác được thành lập trên đảo Broughton cũng như các chuỗi đá phía Tây. Con mồi chính của chim cánh cụt Snares là loài nhuyễn thể, bổ sung thêm bằng mực và cá nhỏ. Các loài hiện đang được đánh giá là "dễ bị thương tổn" bởi IUCN, và bị giới hạn ở một nhóm đảo nhỏ. Dân số hiện nay ước tính khoảng 25.000 cặp chim bố mẹ.

## Hình ảnh

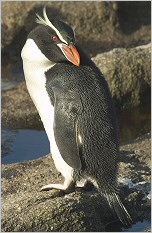
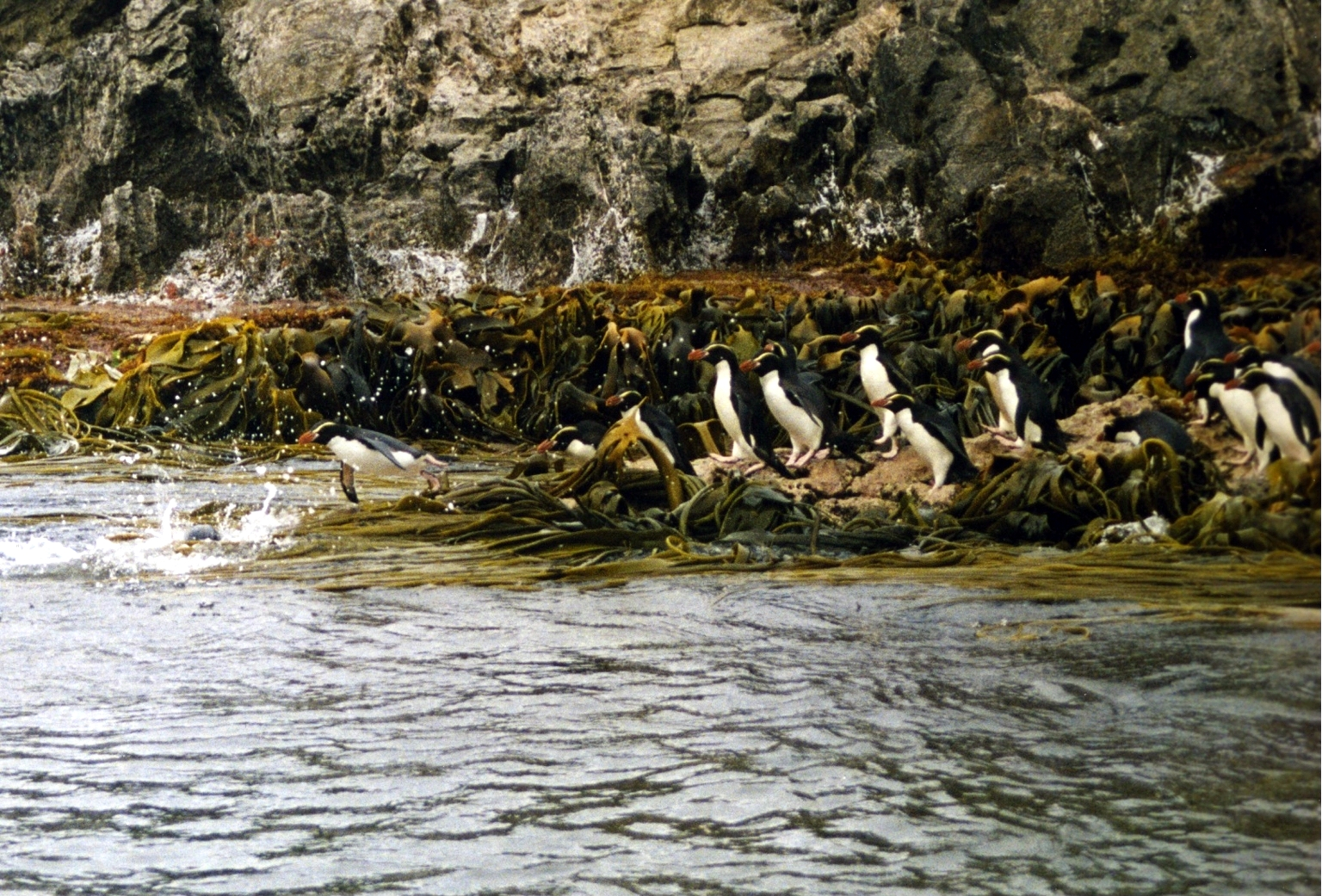
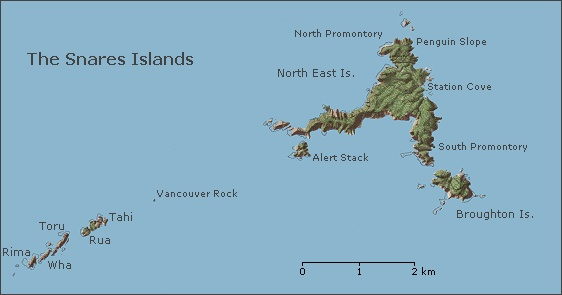